# Agrios fils d'Ulysse
Pour les articles homonymes, voir Agrios.
Dans la mythologie grecque, Agrios (en grec Ἀγριος) serait un des fils que Circé a eus avec Ulysse.

## Mythologie
Télégonos et Latinos sont généralement présentés comme les frères d'Agrios, ainsi chez Hésiode ; mais d'autres enfants issus des amours de Circé et Ulysse apparaissent chez d'autres auteurs : Cassiphoné, Nausithoos, etc.
Ἀγριος signifie en grec « sauvage ». Alors que Télégonos et Latinos font l'objet de récits plus développés, Agrios n'est que simplement mentionné.

### Sources antiques
- Hésiode, Théogonie [détail des éditions] [lire en ligne], vers 1013-1014.

### Études
- Pierre Commelin, Mythologie grecque et romaine [détail des éditions] [lire en ligne], p. 92-93.
- (de) Wilhelm Heinrich Roscher, « Agrios 5 », dans Wilhelm Heinrich Roscher, éd. Ausführliches Lexikon der griechischen und römischen Mythologie, Leipzig, 1886, vol. I, col. 107
- (de) Georg Wentzel, « Agrios 6 », dans Paulys Realencyclopädie der classischen Altertumswissenschaft, Stuttgart, 1893, vol. I, col. 897 Lire en ligne sur Wikisource.